# Топорное (озеро, Кемский район)
Топорное — пресноводное озеро на территории Куземского сельского поселения Кемского района Республики Карелии.

## Общие сведения
Площадь озера — 1,5 км². Располагается на высоте 114,1 метров над уровнем моря.
Форма озера округлая. Берега несильно изрезанные, каменисто-песчаные, местами заболоченные.
С южной стороны озера вытекает ручей Кирвесоя, впадающий в озеро Левицкое, связанное протокой с озером Поньгома, из которого вытекает река Поньгома, впадающая, в свою очередь, в Белое море.
К югу от озера проходит просёлочная дорога.
Населённые пункты вблизи водоёма отсутствуют.
Код объекта в государственном водном реестре — 02020000711102000003757.